# Sette storie gotiche
Sette storie gotiche (Syv fantastiske Fortællinger) è una raccolta di racconti scritta da Karen Blixen nel 1934. Fu il primo libro della scrittrice danese, sotto lo pseudonimo di Isak Dinesen.
(Mario Praz)

## Trama
Le sette storie gotiche del titolo sono:
Il diluvio a Norderney
Nell'estate del 1835, una tempesta sommerge l'isola di Norderney, nel mare del Nord. L'isola è la residenza popolare della nobiltà nordeuropea. Il vecchio cardinale Hamilcar von Schestedt, che vive nell'isola col suo valletto Kasparson, mentre lavora su un libro biblico è salvato da un gruppo di pescatori, mentre Kasparson è ucciso durante il crollo dell'edificio. Il cardinale lavora per salvare gli isolani e si offre di salvare i patroni intrappolati. Quando arriva trova la vecchia e delusa Miss Malin Nat-og-Dag con la sua domestica e il suo compagno, l'adolescente contessa Calyspo von Platen e il malinconico Jonathan Maersk. Il gruppo sta a bordo della nave e inizia a navigare per il ritorno, ma incontrano un gruppo di contadini intrappolati in un granaio. La barca è troppo piccola per portare tutti loro, ma la domestica di Nat-og-Dag è d'accordo nello scambiarsi di posto con i contadini e aspettare. Mentre sono bloccati nel granaio, i componenti del gruppo raccontano le loro vicende. Maersk racconta che, quando era adolescente, si è trasferito a Copenaghen, dove ha legato col ricco Barone di Gersdoff per il loro interesse verso la botanica. È diventato un cantante di corte di successo, ma si scopre essere il figlio del barone. Maersk è disilluso e più volte rifiuta l'offerta del Barone di legittimarlo come figlio. Maersk va a Norderney per occuparsi della sua salute. Miss Nat-og-Dag racconta la storia della Contessa Calypso: la figlia del poeta Conte Serafina disprezzava la femminilità, così viene portata in un'abbazia interamente tra uomini, dove lei è ignorata da tutti. A 16 anni decide di spaccarsi il petto, ma viene fermata dalla visione di un quadro con delle ninfe che si riflette nello specchio e che le fa riscoprire la sua femminilità. Calypso scappa dall'abbazia e cammina nella notte, e per caso incontra la casa di Miss Nat-og-Dag, che stava per partire per Nordeney. A questo punto Miss Nat-og-Dag convince i due giovani a sposarsi. Con l'aiuto del Cardinale fanno la cerimonia nel granaio. Il Cardinale poi racconta la vicenda biblica dell'incontro tra San Pietro e Barabba in una locanda di Jerusalem, e la coppia appena sposata si addormenta. A questo punto il Cardinale rivela a Miss Nat-og-Dag di non essere il Cardinale Hamilcar von Schestedt ma il valletto Kasparson. Karsparson racconta la storia a Nat-og-Dag: una volta lui era un attore a Siviglia, un rivoluzionario a Parigi e un commerciante di schiavi ad Algeri. Karsparson è anche l'illegittimo fratello più grande di Luigi Filippo I e ha ammazzato il vero Cardinale per avere un altro “ruolo nella vita”. La Storia finisce con Kasparson e Miss Nat-og-Dag che si baciano mentre l'acqua entra nel granaio.
Il vecchio cavaliere
Nella Parigi del 1874, il Barone von Brackel è approcciato da una ragazza ubriaca in una notte piovosa d'inverno. La ragazza dice di chiamarsi Nathalie. Lui e la ragazza vanno a casa del Barone. Il Barone non si rende conto del fatto che lei sia una prostituta. Il Barone spesso divaga nel discutere il cambiamento della natura delle donne. Il Barone e Nathalie poi si addormentano e lei lo sveglia durante la notte, chiede 20 franchi e sparisce. Il Barone si rende conto che lui ama Nathalie e le dà la caccia, ma non la trova. Alla fine il narratore chiede al Barone che se l'avesse mai ritrovata, lui risponde con un breve aneddoto: ha intenzione di andare da un suo amico artista, per chiedergli di fargli vedere un quadro di un cranio di una giovane donna vivente, un cranio che ricorda molto i tratti di Nathalie.
Le strade intorno Pisa
Il principe Potenziani è impotente e, per paura che la sua giovane sposa possa chiedere l'annullamento del matrimonio, decide di farsi sostituire segretamente durante la prima notte di nozze dal suo amico, il conte Nino. Tuttavia, per una serie di coincidenze, anche la moglie segretamente si fa sostituire da un'amica nel letto matrimoniale.
La cena a Elsinore
Il racconto ruota intorno alle sorelle Fanny ed Eliza ed il loro colloquio con il fantasma del fratello Morton, scomparso diversi anni prima.
I sognatori
La tragicomica storia di Pellegrina Leoni, celebre cantante d'opera che, dopo aver perso la voce in un incendio al teatro, cambia continuamente maschera e scopo della propria vita.
La scimmia
Una priora scambia la propria anima con quella di un demone-scimmia. Mentre lei è posseduta dallo spirito della scimmia, ordisce contro il nipote omosessuale.
Il poeta
In Danimarca un vecchio poeta aspirerebbe ad essere una reincarnazione di Goethe, ma è assolutamente privo di talento. Non attraverso la letteratura, ma nella vita vera, cerca di far nascere una storia d’amore tra due personaggi: un vero poeta romantico e una fanciulla apparentemente innocente e casta.

## Edizioni
- Karen Blixen, Sette storie gotiche, Adelphi, 1989.